# Mercedes Santamarina
Mercedes Santamarina Gastañaga (* 18. Juni 1896 in Buenos Aires; † 23. Mai 1972 ebenda) war eine  argentinische Kunstsammlerin und Mäzenin. Einen Großteil ihrer Anfang des 20. Jahrhunderts in Paris zusammengetragenen Sammlung mit Malerei des 19. Jahrhunderts, Möbeln und Kunsthandwerk stiftete sie noch zu Lebzeiten Museen in Buenos Aires und Tandil. 

## Familie
Die Familie Santamarina stammte ursprünglich aus Spanien, wo der Großvater von Mercedes Santamarina, Ramón Santamarina, 1827 im galicischen Ourense geboren wurde. Er verlor schon früh seine Eltern und kam im Alter von 16 Jahren nach Argentinien und ließ sich in Tandil nieder. Hier arbeitete er zunächst als Rinderhändler und Züchter. Als Unternehmer gehörte er später zu den Großgrundbesitzern der Region und gründete 1890 das noch heute bestehende Unternehmen Santamarina e Hijos (Santamarina und Söhne), das im Immobiliengeschäft tätig ist und zu dem Industriebetriebe und Banken gehören. Sein Sohn Ramón Santamarina Alduncin (1861–1909) wurde später Präsident der Banco de la Nación Argentina, der größten Bank Argentiniens. Aus dessen Ehe mit María Sebastiana de Gastañaga Alduncin gingen zehn Kinder hervor, von denen Mercedes Santamarina 1896 als Sechstes zur Welt kam. Zu den Onkeln von Mercedes Santamarina gehören Enrique Santamarina (1870–1937), der unter José Evaristo Uriburu das Amt des Vizepräsidenten von Argentinien bekleidete, und Jorge Alejandro Santamarina (1891–1953), der ebenfalls Präsident der Banco de la Nación Argentina war und später Finanzminister Argentiniens wurde. Ein weiterer Onkel, Antonio Santamarina Irasusta (1880–1974), war Senador (Senator) im Argentinischen Nationalkongress und wie Mercedes Santamarina ein bedeutender Kunstsammler.

## Sammlerin und Mäzenin
Wie in der sozialen Oberschicht Argentiniens zu Beginn des 20. Jahrhunderts üblich, erlernte Mercedes Santamarina die französische Sprache und besuchte regelmäßig Frankreich. In Paris erwarb sie, dem Zeitgeschmack entsprechend, französische Möbel des 18. Jahrhunderts im Stil Louis-quinze und Louis-seize, europäisches und asiatisches Kunsthandwerk sowie Skulpturen. Französische Malerei des 19. Jahrhunderts erstand sie meist durch Beratung von George Viau in der Kunsthandlung Georges Petit. Gemeinsam mit ihrem Onkel Antonio Santamarina gehörte sie zu den frühesten Sammlern von Künstlern des Impressionismus und des Spätimpressionismus in Südamerika und baute eine bedeutende Sammlung mit Skulpturen von Auguste Rodin auf.

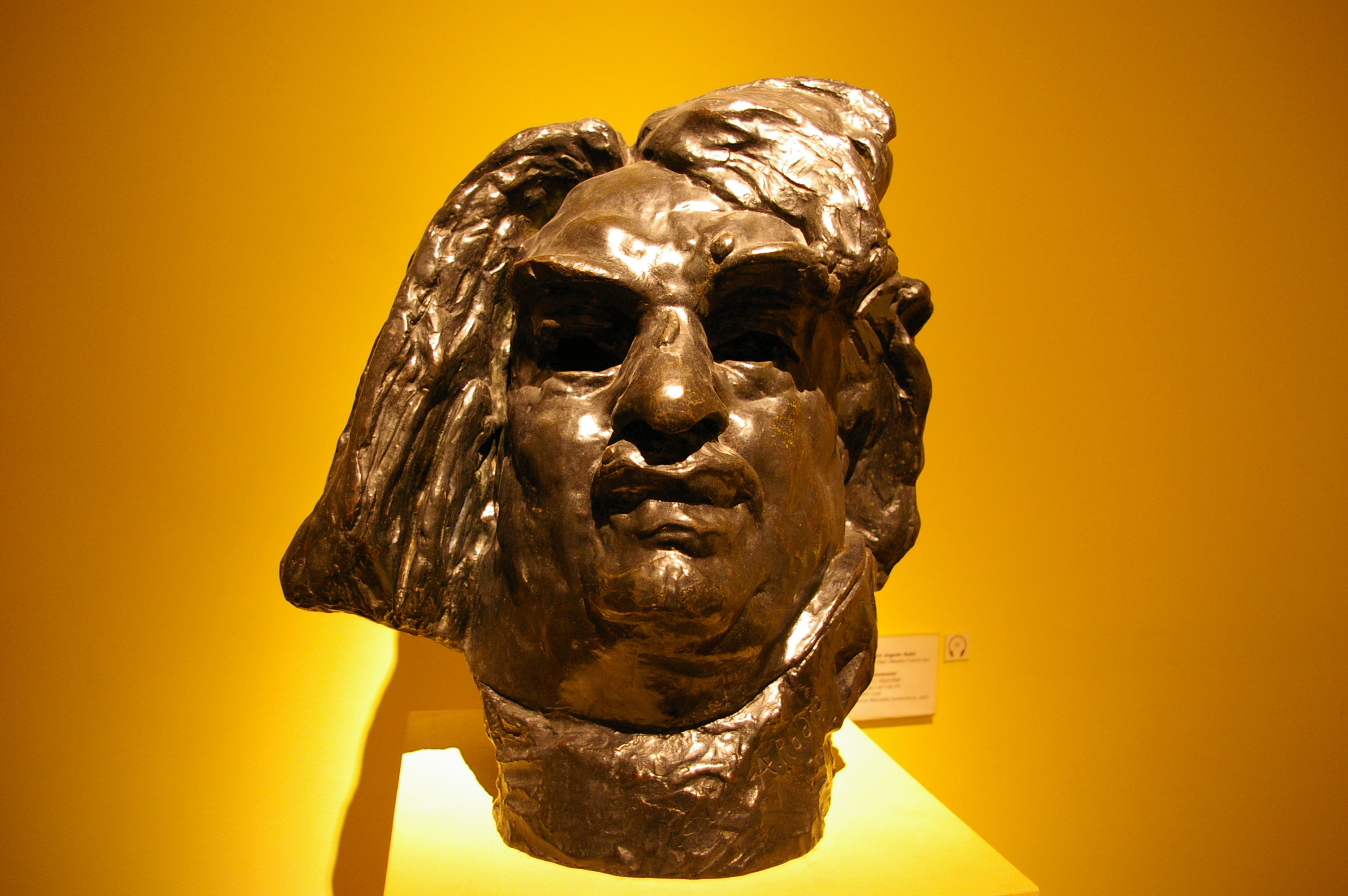
Auguste Rodin:
Kopfbüste Honoré de Balzac

Nachdem der Großteil der Sammlung in Paris erworben wurde, kaufte Mercedes Santamarina später auch einzelne Stücke in den Vereinigten Staaten. So erwarb sie während des Zweiten Weltkrieges in New York ein Bild von Edgar Degas mit dem Motiv zweier Tänzerinnen. 1946 ließ Mercedes Santamarina einen Teil ihrer Sammlung in Buenos Aires versteigern. Zu den zur Auktion gegebenen Stücken gehörten beispielsweise Les rosiers dans le jardin de Montgeron von Claude Monet und La Croix-blanche àm Saint Mammès von Alfred Sisley. Der Öffentlichkeit präsentierte sie 1959 ihre Kunstsammlung in einer Ausstellung im Museo Nacional de Bellas Artes in Buenos Aires, dem sie erstmals 1960 Teile ihrer Sammlung stiftete. Eine zweite Stiftung an dieses Museum erfolgte 1970, das in vier Sälen die Stiftung heute als Colección Mercedes Santamarina in der Dauerausstellung zeigt. Zu sehen sind hier die Gemälde Letzte Sonnenstrahlen von Jean-Baptiste Camille Corot, Juliette Courbet im Alter von 10 Jahren von Gustave Courbet, Stillleben mit Pfirsichen und Kirschen und ein Frauenbildnis von Pierre-Auguste Renoir, Le Pont de Argenteuil von Claude Monet, Effet de neige a Louveciennes von Alfred Sisley und Preparatifs de Ballet von Edgar Degas, von dem sich auch die Pastellbilder Danseuse en blanc und Deux danseuses jaunes et roses in der Sammlung befinden. Hinzu kommen Zeichnungen, Gouachen und Aquarelle von Paul Cézanne (Sohn des Künstlers, Die Weggabelung), Eugène Delacroix (Orientalische Personen), Henri de Toulouse-Lautrec (La Goulue et Paul Lescau), Édouard Manet (Annabel Lee am Strand), Paul Gauguin (Die Unterhaltung) und Marc Chagall (Die Verliebten). Ebenfalls zu sehen sind elf Skulpturen von Auguste Rodin, worunter sich eine Kopfbüste von Honoré de Balzac und eine Skulptur eines stehenden Mannes aus der Figurengruppe Die Bürger von Calais befinden.
1971 vermachte Mercedes Santamarina, die selbst keine Nachkommen hatte, dem Museo Municipal de Bellas Artes in Tandil weitere Stücke ihrer Sammlung. Ein nach ihr benannte Saal wurde 1973, ein Jahr nach ihrem Tod, im Museum von Tandil eingeweiht. Zu den von ihr gestifteten Gemälden gehören ein Männerporträt von Augustin Théodule Ribot, Der Schlaf und Kopf eines Kindes von Eugène Carrière, eine Venedigansicht von Félix Ziem, Landschaft mit Kuh und Wiese am Meer von  Jean-Baptiste Camille Corot, Tänzerinnen in Blau von Jean-Louis Forain, Brunnen in Versailles von Gaston La Touche, Karnevalszug von Jean-François Raffaëlli, Felsen im Wald von Fontainebleau von Narcisso Virgilio Díaz de la Peña und ein 
Porträt der Sammlerin Mercedes Santamarina von Philip Alexius de László. Neben französischen Gemälden und Lithographien, sind hier altägyptische Statuetten, Chinesisches Porzellan aus der Ming-Dynastie, Qing-Dynastie und Song-Dynastie, wertvolle Teppiche, Möbel und Kunsthandwerk des 17. und 18. Jahrhunderts zu sehen.